# Quercus neoplatyphylla
Quercus neoplatyphylla — вид дуба родини Fagaceae. Ареал виду включає такі території: центральна Мексика, південно-західна Мексика.